# Сціборський Микола Орестович
Мико́ла Орестович Сцібо́рський (псевдо — «Житомирський», «Органський», «Рокош», 28 березня 1898, Житомир — 30 серпня 1941, Житомир) — український державний та військовий діяч, учасник Першої світової війни та Української революції 1917—1921, діяч УНР, УВО, один із фундаторів ОУН, підполковник Війська УНР, публіцист та теоретик українського націоналізму, зокрема так званого солідаризму і корпоративного державного устрою, редактор офіційних видань ОУН, автор численних статей у націоналістичних виданнях, співавтор проекту конституції Української Держави, за фахом — інженер-економіст, борець за незалежність України у ХХ сторіччі, почесний громадянин міста Житомир (посмертно).

## Життєпис

### Дитинство. Юнацькі роки

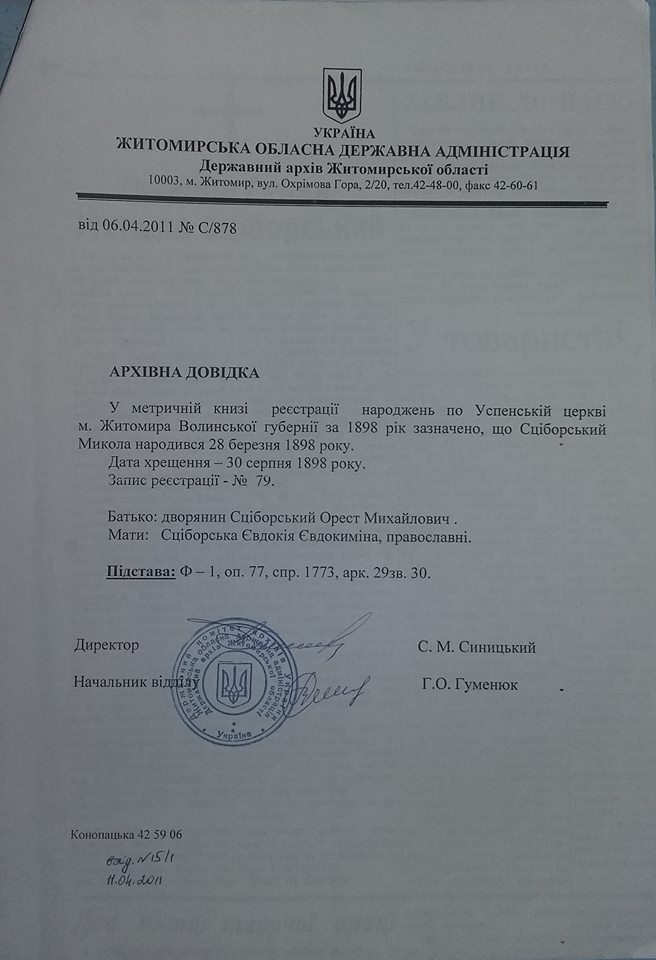
Довідка з ДАЖО про дату народження Миколи Сціборського

У фондах Державного архіву Житомирської області збереглась метрична книга Свято-Успенської церкви Житомира, в якій охрещений Микола Сціборський. Запис свідчить, що батьками його були: «Спадковий дворянин, губернський секретар Орест Михайлович Сціборський і законна дружина його Євдокія Євдокимівна, обоє православні». Хрещеними батьками записані колезький асесор Теофіл Лукич Брановський та дружина почесного громадянина Житомира Івана Семеновича Краєвського Надія. Запис зроблено 30 серпня 1898 року; дата народження зазначена — 28 березня 1898 року.
Середню освіту здобував у Першій чоловічій гімназії Житомира. Тепер це Житомирський державний університет ім. Івана Франка. Зберігся журнал успішности з предмету «Закон Божий» за 1914—1915 навчальний рік з оцінками Миколи. У 1915 році, після закінчення 6-го класу, залишив гімназію, хоча сам шкільний журнал вказує, що Сціборський в 1914—1915 навчальному році перебував у 2-му відділенні 4-го класу.

### Перша світова війна
Службу в царській армії почав ще в 1915 році однорічником І розряду. 1 січня 1916 року закінчив  навчання в школі прапорщиків. Службу проходив в 1-му лейб-гренадерському Катеринославському імператора Олександра II полку 1-ї гренадерської дивізії гренадерського корпусу 2-ї російської армії. Нагороджений орденами Святої Анни 3-го і 4-го ступенів та Святого Станіслава 3-го ступеня, Гергіївським хрестом 4-го ступеня. У боях двічі поранений.
Після лютневої революції Микола Сціборський поринає у вир створення українських військових частин.
У жовтні 1917-го старшини-українці почали творити українську національну військову частину в 1-му лейб-гренадерському полку. Це давалося надто складно, адже більшість вояків були росіянами й українців там було порівняно небагато, однак мети було досягнуто. Найстарший за рангом офіцер — поручник Сціборський — очолив Окремий український курінь. В бою проти німців, в листопаді того ж року, Сціборський був отруєний газами і покинув частину. Після лікування в шпиталі його визнано інвалідом із втратою 50 % працездатності.

### Період УНР
Після шпиталю Сціборський демобілізувався та вступив до Української армії. Національно свідомий, з військовим досвідом, офіцер став у нагоді і при створенні Армії УНР.
Андрій Мельник про Миколу Сціборського: 
| …жив акцією і власною роботою; революційний темперамент характеризував його; революція була його стихією. |
Під час тимчасового відходу Центральної Ради до Житомира та Сарн, отримав посаду при військовому міністрові Жуковському, часто був за вартового старшину на засіданнях Кабінету Міністрів Голубовича.
Робота при військовому міністерстві справила значний вплив на подальший світогляд офіцера та дала розуміння державної роботи. Маючи гарне аналітичне мислення, Микола розумів, що УНР приречена через недолугість керівництва, але всіляко намагався зберегти державу, якої він так прагнув. У подальших працях Сціборський визначив причини нездатності Центральної Ради зберегти Українську державу.
Роман Коваль («Багряні жнива Української революції»):

| Треба підкреслити, – зазначав Микола Сціборський, – що вищі військові чинники тоді були далеко не на висоті свого призначення»… Персональний склад Кабінету виглядав надзвичайно блідненько і сіро. Всі щось ніби робили, а зрештою, нічого. Терпіли від цієї “роботи” тільки авта, розвозячи невідомо куди і навіщо міністрів, директорів і радників… Особливо вразили Миколу події ночі, коли фельдмаршал Герман фон Ейхгорн зі своїм штабом зустрічався з повним складом Кабінету Міністрів. Ця зустріч відбулася у Житомирі, у будинку губернатора. Українських старшин, які охороняли уряд, просто розлютив і викликав сльози розпачу «забитий, затурканий, якийсь пригнічений зовнішній вигляд наших міністрів, у недбалих одягах, збитих каблуках на черевиках». А поруч блищали німецькі офіцери – суворі, офіційні й горді. Зрозуміло, чисті та охайні. Українські старшини, серед них і Сціборський, стояли осторонь «і дивилися на цю історичну зустріч, стискуючи зі злобою п’ястуки». Миколі «стало до болю шкода України і її репрезентантів. Ріжниця була така барвиста!.. З одного боку люде — призвичаєні до влади і панування, а з другого – купка якихось міщан». |
Пізніше Сціборський стверджував, що на шляху до успішного здійснення національної мети стали провінціоналізм і нездатність піднестися над локально-хуторянськими інтересами в ім'я національного ідеалу. Тодішні «провідники» були опановані доктринами лібералізму, демократизму і соціалізму. 
| Наш провід попав до рук кабінетних і соціалістичних доктринерів, «вселюдських гуманістів», так далеких од реальної роботи і кривавої бурі життя…, безсилих істериків, психологічних і духовних дегенератів та просто дрібної «шантрапи»[4], — пише Микола Сціборський. |

### Період Гетьманату
Сціборський підтримав прихід до влади Павла Скоропадського. Отримав посаду помічника повітового коменданта в Козельці, що на Чернігівщині, а згодом і повітового коменданта. Проте Гетьмана негативно сприйняло селянство, бо до своїх маєтків повернулися поміщики. Все частіше та гостріше виникало селянське питання, яке в серпні 1918-го переросло в повстання. Сціборський розумів, що справа закінчиться катастрофою. У листопаді вже вся Чернігівщина була охоплена повстанням. Микола не підтримував жодних федеративних зв'язків України, тому після підписання Скоропадським грамоти з небільшовицькою Росією, остаточно відійшов від нього, хоча ця грамота мала суто декларативний характер. У грудні 1918 року він вже був у складі Республіканських військ, що оголосили війну гетьманові, розуміючи, що повертає попередню владу.

### Директорія УНР
У складі Армії УНР Микола посідав різні «муштрові і військово-адміністративні посади», зокрема в 1920 році він був ад'ютантом командира 1-го кінного Лубенського полку імені Максима Залізняка 1-ї бригади Окремої кінної дивізії. Брав участь в осінній кампанії Армії УНР.

### Еміграція

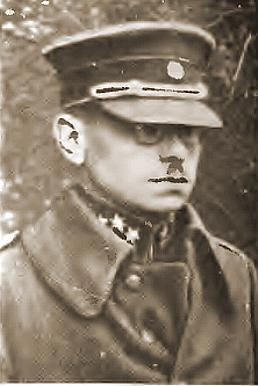
Сотник М. Сціборський

21 листопада 1920 року Микола Сціборський, інтернований на території Польщі у складі Української армії. Перебував у таборі міста Каліш.
Службу в Українській армії закінчив 1924 року на посаді старшого ад'ютанта штабу Окремої кінної дивізії. Перед тим, у червні, закінчив річні курси Академії генерального штабу Армії УНР. 10 червня 1924 р. командир Окремої кінної дивізії видав Миколі Сціборському посвідчення (Ч. 460) такого змісту: 
| Цім свідчу, що ст. ад'ютант штабу дорученої мені дівізіі сотник при генштабі Сціборський Микола… виявив себе як бездоганний, національно-вихований старшина. Жодним карам не підпадав, під судом та слідством не був. |
Ще перебуваючи в таборі для інтернованих в Каліші, Микола надіслав заяву на вступ до Української господарської академії в Подєбрадах, про що свідчить заведена 27 червня 1924 року особиста справа. При вступі до академії Сціборський мав певні труднощі, позаяк не мав закінченої середньої освіти. Декілька місяців йому відмовляли у вступі. Микола ж бажав здобути вищу освіту лише українською. Для цього мусив нелегально прибути до Чехословаччини, де знову подавав прохання про вступ. За нього вступилась і Рада Українського союзу студентів-емігрантів і 17 жовтня сенат Української господарської академії ухвалив рішення зарахувати Сціборського.
Під час навчання переважали оцінки «дуже добре» і «добре».
Темою дипломної роботи Микола обрав «Аграрну політику українського націоналізму». У ній він зазначив, що 
| у виборі провідної ідеї кожної політики не вагаємося, нею є Величність, Потужність і Благо української нації. |
9 квітня 1929 року Микола Сціборський отримав диплом інженера-економіста.

### Легія Українських Націоналістів

Провідні члени Легії Українських Націоналістів. Сидять зліва направо: Микола Сціборський, Микола Тобілевич, Теофіл Пасічник-Тарнавський, Леонід Костарів, Максим Загривний. Стоять зліва направо: Юрій Руденко, Юрій Артюшенко, Дмитро Пасічник, Роман Минів, Дмитро Демчук, Олександр Чехівський, Костянтин Дударів, Ярослав Герасимович

Зліва-направо: Каленик Лисюк, Євген Коновалець, Іван Рудичів та Микола Сціборський. Париж, 1929

Головними причинами, що спородили рух українських націоналістів, М. Сціборський вважав:
- анархію і безлад у національно-політичній роботі різних «центрів» та партій;
- необхідність переоцінити вартості і ясно усвідомити майбутні шляхи, завдання та методи їх досягнення;
- повну зневіру в «старих божках»;
- ті великі психологічні зрушення й переломи, що супроводили революцію і процес наших визвольних змагань.

Сціборському ж належить блискуча критика дотеперішніх основних прикмет українських народницьких, демократичних, соціялістичних і ліберальних суспільно-політичних формацій та їхньої ідеології. Ця критика зводилася до таких протиставлень:
- провінціялізм і нездатність піднестися над локально-хуторянськими інтересами в ім'я загального національного ідеалу;
- органічний нахил у психіці й політиці до симбіозу з сильнішим, замість прямування до панування й самостійно-державної окреслености — звичка задовольнятися мінімумом, не бажаючи максимуму;
- неґація власного національно-суверенного ідеалу в ім'я занесених з Заходу і поверхово засвоєних ідеалів «міжнароднього братерства» як кінцевої мети всього людства;
- крайній раціоналізм, що гальмував буйний розвиток емоцій провідників і мас;
- шукання альтруїстичних, всесвітянських «універсальних правд» замість своєї егоїстичної суверенно-національної правди;
- опанування доктринами лібералізму, демократизму й соціялізму, які ставили інтереси одиниці і класу понад націю;
- пацифізм замість наступальності, деґенерація й атрофія творчого вольового імпульсу;
- впливання на ворога тільки розумовими аргументами й компромісами, бо, мовляв, боротьба суперечна «раціоналізмові, етиці й розумові», і тільки наука, критика й аналіз, а не інстинкт, воля й боротьба, мають вирішити національну проблему[11].

12 листопада 1925 року на об'єднавчому з'їзді трьох українських державницьких організацій в Празі постала Легія Українських Націоналістів. Засновниками стали Українське Національне Об'єднання в Чехословаччині (Микола Сціборський, Дмитро Демчук та інші),
Союз Визволення України (Юрій Коллард, Григорович), Союз Українських Фашистів (Петро Кожевників, Леонід Костарів — згодом були виключені з Легії за роботу на німецьку та російську розвідки відповідно; останній —також за невідповідность «моральним прикметам» члена ОУН).
Авторитет лідера ЛУН Миколи Сціборського і запроваджений ним обов'язковий ідеологічний вишкіл членства, поступово перетворили Леґію на ідеологічно однорідну організацію, членство якої повністю перейшло на ідеологічну базу українського націоналізму. Надалі ця організація справила значний вплив на об'єднання націоналістичних рухів та стала одним з фундаторів ОУН.
Критика демократії, як соціально-політичного устрою є притаманною рисою більшості творів Миколи Сціборського. Зокрема в його творі «Nаціократія», можна знайти безліч критики в адрес демократії як системи, а також як «духовного стану», на противагу цьому, ставляться «первні націй»:
| Сила фашизму в тому, що він спромігся на місце розхлябаної, обезличеної дійсності видвигнути потужну ідею. У цей спосіб створив він середники духовного гарту й скріплення життєвих первнів націй, знеможених від блукань в лабіринтах шукані й сумнівів. Суспільна його заслуга в тому, що касуючи гнилий егоцентризм демократії й комуно-соціалізму, що добачували в людині будь недоторкальне табу, будь об'єкт для неприродних експериментів — він зумів цю людину поставити на службу нації, посилюючи в ній розхитаний інстинкт соціальності й ослаблене почуття обов'язку. |

### Організація Українських Націоналістів

Перший Конґрес Українських Націоналістів у Відні, 1929 рік. Сидять зліва направо 1 ряд: Юліан Вассиян, Дмитро Андрієвський, Микола Капустянський, Євген Коновалець, Микола Сціборський, Яків Моралевич, Володимир Мартинець, Микола Вікул. Стоять зліва направо 2 ряд: Іван Малько, Осип Бойдуник, Максим Загривний, Євген Зиблікевич, Петро Кожевників, Дмитро Демчук, Леонід Костарів, Олесь Бабій, Ріко Ярий, Михайло Антоненко, Зенон Пеленський. Стоять зліва направо 3 ряд : Юрій Руденко, Ярослав Барановський, Степан Охримович, Степан Ленкавський, Андрій Федина, Ярослав Герасимович, Теофіл Пасічник-Тарнавський, Олександр Згорлякевич

Євген Ляхович, Євген Коновалець, Володимир Мартинець, Микола Сціборський, Ірина Мартинець.
Женева, 1933 рік.

28 січня — 3 лютого 1929 на Першому Конгресі Українських Націоналістів у Відні було створено Організацію Українських Націоналістів. Однією з організацій-засновниць стала керована Сціборським Леґія Українських Націоналістів. Самого ж Миколу Сціборського було обрано заступником Голови Проводу ОУН, ким був він до самої смерті. Крім того, виконував обов'язки організаційного референта. Користувався довірою Євгена Коновальця.
Мешкав у Парижі, звідки, 1938-го переїхав до Відня, потім проживав у Кракові, де в 1939—1940 рр. знаходився один із керівних центрів ОУН.
Андрій Мельник про Миколу Сціборського:
| "Сціборський осів нещодавно у Відні, змушений покинути Париж у висліді большевицьких демаршів у французької влади. Коли большевикам не вдалося намовити його через окремого висланника Івана Івановича, що пред’явив йому листи від матері й сестри, де його кликано вернутись до них домів, до Житомира, вжили вони всіх заходів, щоб позбутися його з такого культурного світового осередку, яким був і є Париж, і дійняли свого: французька влада змусила його виїхати з Франції. Та вимушений виїзд з Франції зовсім не зломив Миколи Сціборського; большевики не притупили цим гостроти пера, навпаки – зактивізували його ще більше." |
Протягом 1930-х — на початку 1940-х років Сціборський активно займався видавничо-публіцистичною діяльністю: у Празі випускав друкований орган ПУН «Розбудова нації», став одним із засновників часопису «Українське слово» у Парижі, співпрацював з такими виданнями як «Державна нація», «Сурма» та іншими націоналістичними періодичними виданнями та альманахами.
Один із творців солідаризму. У вересні 1939 р. за дорученням А. Мельника розробив проект Конституції України, яка передбачала «тоталітарний, авторитарний, професійно-становий» устрій держави.
Андрій Мельник згадував:
| "Був він людиною всебічної освіти і нечуваної працездібности, його єдиною розвагою і відпочинком була оперна музика. Пригадую, в 1940 році, коли треба було виступити з власним нашим проектом конституції української держави. Микола Сціборський піднявся цього завдання. Просив звільнити його на три дні від щоденних обов’язків і продовж трьох днів і ночей виготовив цей проєкт, який виявився конструкційно не гіршим зі всіх дотепер відомих, хоч автор його не був юристом, не мав штабу співробітників і опрацював його сам один не продовж років чи місяців, а як сказав я, в 72 години." |
Після відокремлення ОУН(р) залишився на боці А. Мельника

### Похідні групи ОУН
Для відновлення місцевого самоуправління та Української держави в цілому кожна з гілок ОУН («мельниківці» та «бандерівці») утворила похідні групи. Вони розподілялись на 3 великі напрямки: «Північ», «Центр» та «Південь», які, в свою чергу, складалися з малих операційних груп по 7—12 осіб. У складі мельниківської похідної групи «Північ» прибув до рідного міста Житомира і Сціборський.

### Атентат у Житомирі

Інженер Троян біля могили Сціборського та Сеника, 1941 рік

Могила Омеляна Сеника та Миколи Сціборського праворуч, а ліворуч - Костя Возного

Сумнозвісне житомирське вбивство сталося 30 серпня 1941 року. Після наради в обласній поліції, Сеник та Сціборський йшли до свого тимчасового помешкання. На вулиці Івана Франка невстановлена особа здійснила постріли в спину. Це сталось ввечері, приблизно о 19:30. Перший постріл прийшовся в Сеника і він помер відразу. На звук пострілу Сціборський обернувся і був смертельно поранений наступними пострілами в обличчя та шию. Операція в першій міській лікарні бажаного результату не принесла і Микола помер, не приходячи до тями. Вбивцю застрелив випадковий німецький вояк. Улас Самчук у книзі «На білому коні» написав:
| Під цим самим обідраним собором, на голій брукованій площі, нічим не захищені, виразно виділялись два горбики свіжої землі з дерев’яними на них хрестами. Тяжко повірити, що тут недавно знайшли свій життєвий кінець двоє найчільніших діячів українського модерного революційного опору – двоє довголітніх, невтомних шукачів розв’язки національного питання цього простору – Омелян Сеник і Микола Сціборський. |
Тарас Бульба-Боровець та мельниківське крило ОУН звинуватило у вбивстві представника ОУН(б) Кузія, але інші джерела дозволяють припускати, що за атентатом міг стояти агент НКВС Кіндрат Полуведько. 7 вересня 1941 р. Провід бандерівського крила ОУН розіслав комунікат, у якому приписування вбивства Сеника та Сціборського було названо «провокацією». Також висувалася гіпотетична версія про здійснення вбивства німцями, її авторами та прихильниками були В. Гінда, І. Ковальчук, С. Стельникович.

## Про могилу
Микола Сціборський похований у Житомирі на подвір'ї Свято-Преображенського Собору.
Після приходу комуністичної влади могилу було зрівняно із землею. У квітні 1991 року силами громадянського комітету та активістів розшукали приблизне місце поховань. За світлиною часів війни, на якій біля могил Сціборського і Сеника сидить інженер Троян, знайшли місце, де могло бути поховання. Збереглось на той час дерево біля собору поруч із могилами. Там насипали горбик, встановили хрест. Але того ж дня хрест зламали. У серпні 1991 року на цьому місці встановили пам'ятну дошку і хрест. Однак, і цю дошку розбили. Володимир Лук'яненко з Коростеня виготовив нову пам'ятну дошку. Її забетонували, встановили варту.

## Націократія
Націократію Сціборський розумів як режим панування нації у власній державі, підкреслюючи, що 
| націократія заперечує принцип класової боротьби та право окремих соціальних груп на монопольне панування в державі й на експлуатацію суспільства. Розглядаючи націю, як живе, суцільне, хоч і різноманітне в своїх складових частинах, єство, вона розв'язання соціальних проблем переносить у площину національної солідарності. |
Він заперечував існування партій, вважаючи, що вони 
| найчастіше стають деструктивними знаряддями егоїстичних групових інтересів. |
Ідеї націократії у політичній та економічній сфері полягали в адаптованому під інтереси українського націоналізму республіканському національному синдикалізмі з комбінованою авторитарно-децентралізованою системою управління.
| Економічна система націократії базована на комбінованій співчинності державного, муніципального, кооперативного й приватного капіталу під плановим господарчим кермуванням і соціальним контролем держави. |
М. Сціборський виступав за централізовану державну владу, зосереджену у руках глави держави, який вибудовує сильну вертикаль влади, але здійснює її в інтересах нації. (Геннадій Махорін «Наші Герої». — Житомир: 2014, с. 16-17)
Він скептично оцінював можливість опору зовнішній агресії демократично-ліберальним урядом:

| Боротьба з окупантами буде важка, кривава і жорстока. Своєю тактикою полохливого страуса легально-партійна угодовщина сподівається виспекулювати перемогу з найменшою втратою власних зусиль і «безглуздих жертв». Перемога здобудеться лише напруженням всіх сил нації, зорганізованої на устроєво-політичній системі що була б здатна пірвати маси до боротьби, вдержати їх у потрібний момент в мобілізаційному напруженні та забезпечити переможні наслідки всенародного зриву. |

## Вшанування пам'яті
- У 2005 році могила Сціборського та Сеника включена до Реєстру щойно виявлених та новозбудованих пам'яток культурної спадщини, має охоронний № 4051. Біля могили відбуваються вшанувальні мітинги, які проводять націоналістичні організації. Як правило, це відбувається 28 березня, в день народження М. Сціборського, 23 травня, на Свято Героїв та 30 серпня, в день смерті. Націоналісти Житомира мають намір встановити пам'ятний знак[26] на місці загибелі Сціборського та Сеника, вимагають від влади надати Миколі Сціборському звання (посмертно) «Почесний громадянин міста Житомир» та назвати на його честь одну з вулиць міста.
- 28 березня 2014 року на могилі Миколи Сціборського та Омеляна Сеника відкрито оновлений пам'ятний знак[27].
- 19 лютого 2016 року одну з вулиць Житомира названо на честь Миколи Сціборського.
- Почесний громадянин міста Житомир.
- На базі полку «Азов» 20 листопада 2017 року відкрито Хорунжу школу імені підполковника Миколи Сціборського.
- Житомирська обласна рада проголосила 2018 рік роком Миколи Сціборського на Житомирщині[28].
- 28 березня 2018 року на державному рівні в Україні відзначається пам'ятна дата — 120 років з дня народження Миколи Сціборського (1898—1941), теоретика українського націоналізму, діяча УНР, УВО, одного із засновників ОУН[29].
- 31 жовтня 2018 року на будівлі Головного управління статистики в Житомирській області (Миколи Сціборського, 6А), було встановлено пам'ятну дошку Миколі Сціборському[30].
- У місті Кременчук тупик 3-й Чкалова перейменували на тупик Миколи Сціборського.
- У місті Луцьк вулицю Брюллова перейменували на вулицю Миколи Сціборського.[31]

## Галерея

Могила в 2013 році
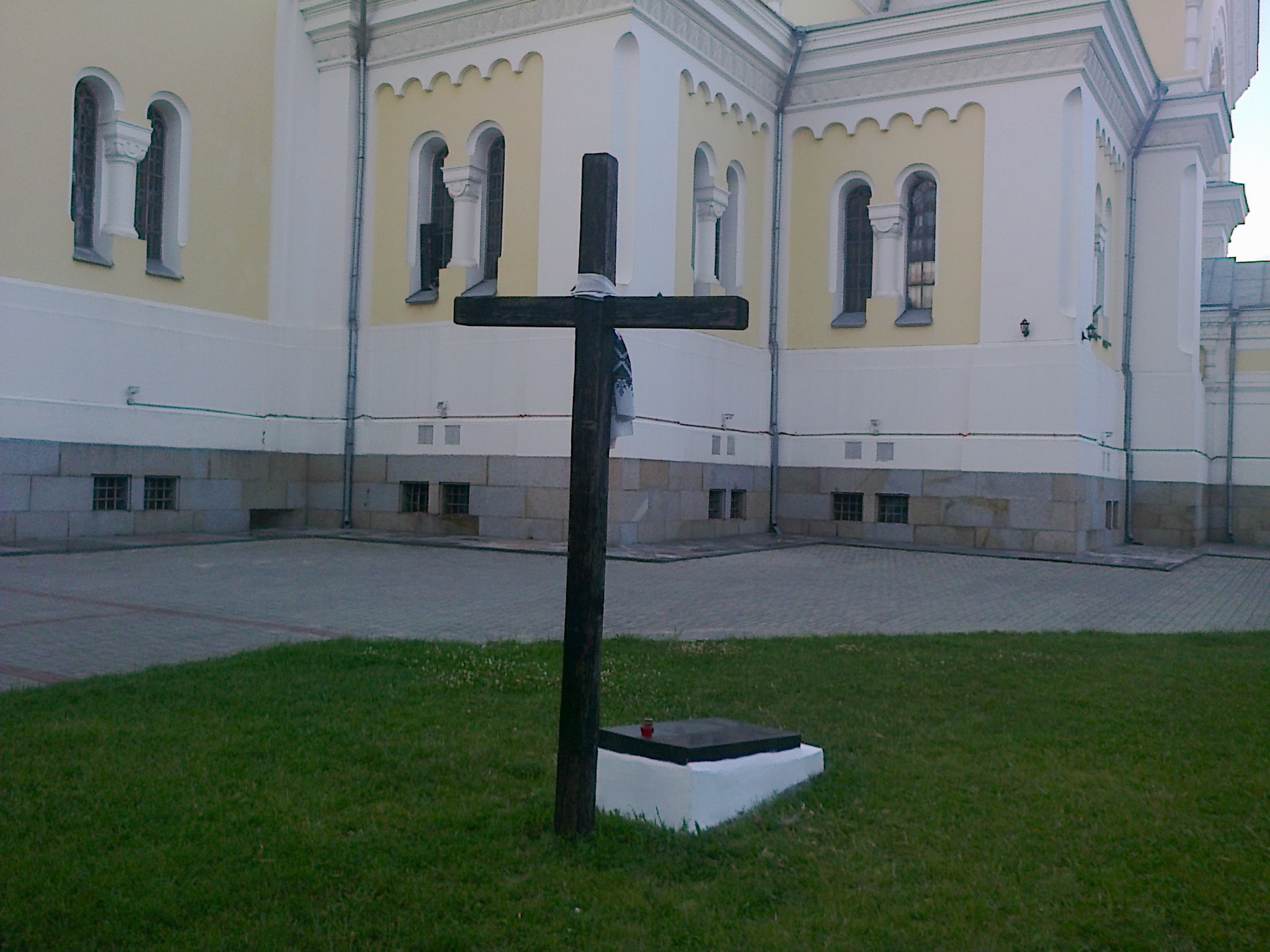
Могила в 2013 році
Сучасний вигляд могили

## Твори
- «Робітництво і ОУН» (1932)
- «ОУН і селянство» (1933)
- «Націократія» (1935, З вид.)[32]
- «Національна політика більшовиків в Україні» (1938, також англійською, французькою, німецькою мовами)
- «Демократія»
- «Сталінізм» (3 вид. 1938, 1941, 1947)
- «Україна і національна політика Совєтів» (1938)
- «Земельне питання» (1939)[33]
- «Україна в цифрах» (1940, нім. вид. 1944)
- Нарис проекту основних законів Конституції Української Держави